# Funk metal
Funk metal - specyficzny nurt muzyki metalowej łączący ciężkie brzmienie gitary elektrycznej, charakterystyczne dla heavy metalu, wyraźnie wybijanego rytmu charakterystycznego dla funka oraz czasami hip-hopowych rymów.
Przedstawicielami tego stylu są m.in.: Infectious Grooves, Jane’s Addiction, Rage Against the Machine, Skunk Anansie, Primus, Incubus, Red Hot Chili Peppers czy Faith No More.